# Ieda Maria Vargas
Ieda Maria Vargas (sinh 31 tháng 12 năm 1944) là một hoa hậu của Brasil. Năm 1963, bà đại diện cho đất nước Brasil tham dự cuộc thi Hoa hậu Hoàn vũ và trở thành người Brasil đầu tiên nắm giữ danh hiệu này.